# Hrabstwo Mahoning

Piramida wieku hrabstwa

Hrabstwo Mahoning – hrabstwo w USA, w stanie Ohio. Według spisu z 2020 roku liczba ludności spadła o 4,3% (od 2010) do 228,6 tys. mieszkańców.

## Geografia

### Sąsiednie hrabstwa
- hrabstwo Trumbull (północ)
- hrabstwo Mercer (północny wschód)
- hrabstwo Lawrence (wschód)
- hrabstwo Columbiana (południe)
- hrabstwo Stark (południowy zachód)
- hrabstwo Portage (południowy wschód)

### Miasta
- Campbell
- Canfield
- Struthers
- Youngstown

### Wioski
- Beloit
- Craig Beach
- Lowellville
- New Middletown
- Poland
- Sebring

### CDP
- Austintown
- Boardman
- Damascus
- Maple Ridge
- Mineral Ridge

## Demografia
Według danych za lata 2014–2019 w hrabstwie 79,7% mieszkańców stanowiła ludność biała (76,0% nie licząc Latynosów), 15,1% to byli czarnoskórzy Amerykanie lub Afroamerykanie, 3,2% miało rasę mieszaną, 0,9% to byli Azjaci, 0,3% to rdzenna ludność Ameryki i 0,04% pochodziło z wysp Pacyfiku. Latynosi stanowili 6,0% ludności hrabstwa.
Do największych grup należały osoby pochodzenia niemieckiego (18,9%), włoskiego (18,5%), irlandzkiego (15,1%), afroamerykańskiego, „amerykańskiego” (7,3%), angielskiego (7,2%), słowackiego (6,2%), polskiego (4,6%) i portorykańskiego (4,2%).

## Religia

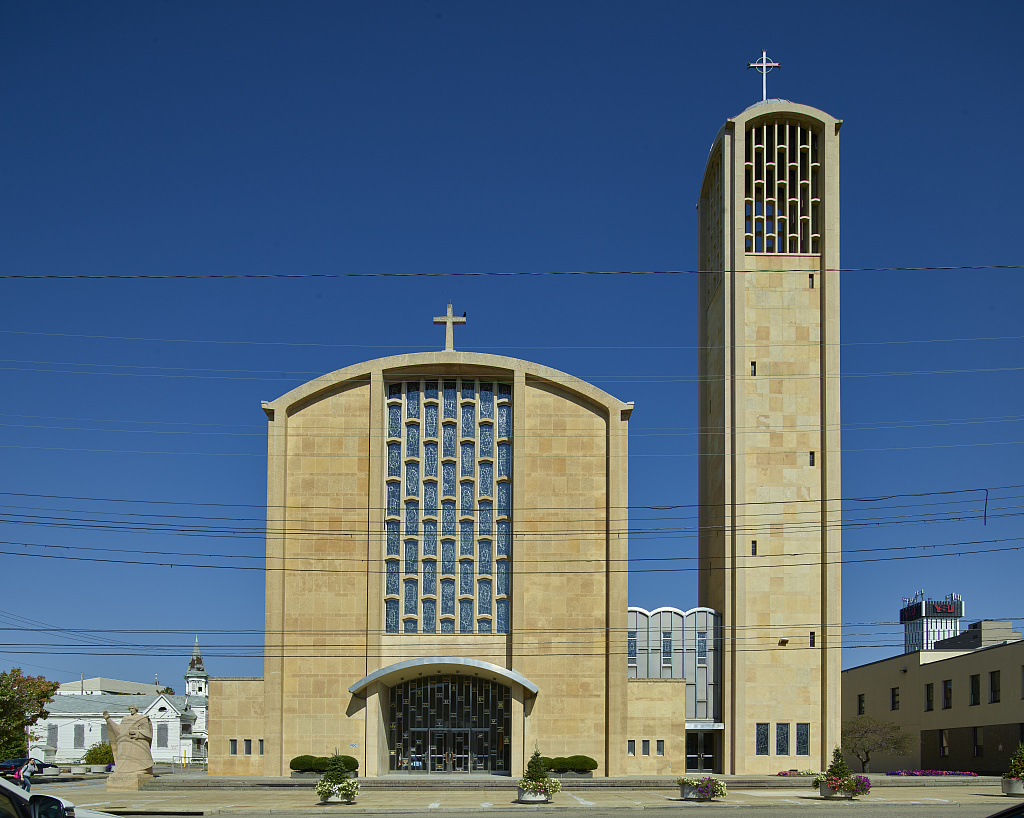
Katedra katolicka św. Kolumby w Youngstown.

W 2010 roku największą grupą religijną w hrabstwie Mahoning są katolicy (29,8%). 
W skład różnorodnych kościołów protestanckich wchodzili: baptyści (5,2%), zielonoświątkowcy (3,9%), luteranie (3,5%), metodyści (3,3%), kalwini (2,8%), campbellici (2,4%), bezdenominacyjni (2,2%) i wiele mniejszych ugrupowań.
Z innych religii w hrabstwie byli obecni: prawosławni (1,7%), żydzi (0,4%), świadkowie Jehowy (6 zborów), muzułmanie (0,13%) i unitarianie uniwersaliści (0,06%).